# NGC 6987
NGC 6987 is een elliptisch sterrenstelsel in het sterrenbeeld Indiaan. Het hemelobject werd op 30 september 1834 ontdekt door de Britse astronoom John Herschel.

## Synoniemen
- ESO 235-21
- IRAS 20546-4849
- PGC 65807